# Gagea chrysantha
Gagea chrysantha là một loài thực vật có hoa trong họ Liliaceae. Loài này được (Jan) Schult. & Schult.f. miêu tả khoa học đầu tiên năm 1829.